# نظریه ادب
نظریه ادب را ادب زبانشناختی نیز نامیده‌اند. نظریه ادب را پنلوپه براون و استفان لوینسن در سال ۱۹۷۸ طرح کردند و در سال ۱۹۸۷ آن را بازنگری و اصلاح کردند. این نظریه در حوزه علوم منظورشناسی زبان (یا پراگماتیکس) و تحلیل گفتگو قرار دارد. نظریه ادب بین ادب زبانشناختی و ادب اجتماعی (اتیکت) تمایز قایل می‌شود. ادب اجتماعی یا اتیکت به رفتار در چارچوب هنجارهای جامعه انسانی گفته می‌شود. برخی از متخصصان از جمله هلن اسپنسر-اوتی آن را ادب نوع اول نیز نامیده‌اند. ادب زبانشناختی به رفتار کلامی در چارچوب قواعد زبانشناختی رفتارکلامی گفته می‌شود. این قواعد را می‌توان در آثار فلاسفه زبان از جمله پل گرایس، جان سرل و جفری لیچ مشاهده کرد. برخی از متخصصان ادب زبانشناختی را ادب نوع دوم نیز نامیده‌اند.

## وجهه
مفهوم کلیدی ادب زبانشناختی مبحث وجهه است و نیازهای وجهه‌ای افراد است. وجهه به معنی تصویر کلی است که دیگران از هر فرد دارند. نیازهای وجهه‌ای هر فرد می‌توانند مثبت یا منفی باشند. نیازهای وجهه‌ای مثبت به معنی علاقه‌مندی هر فرد به دوست داشته شدن و مورد احترام و تأیید بودن است. نیازهای وجهه‌ای منفی هر فرد به معنی علاقه‌مندی هر فرد به داشتن آزادی عمل، حریم شخصی و عدم مزاحمت از سوی دیگران است. بر اساس این دو نوع نیاز وجهه‌ای است که دو نوع ادب زبانشناختی نیز طرح گردیده‌اند. ادب زبانشناختی مثبت تضمین می‌کند که نیازهای وجهه‌ای مثبت مخاطبان بر آورده شود. برای مثال، زمانی که فردی مورد تمجید واقع شود یا با او همدلی صورت می‌گیرد، کلام تمجیدآمیز یا همدلانه نیاز وجهه‌ای آن فرد به دوست داشته شدن را تأمین می‌کند و از همین رو ادب زبانشناختی مثبت تضمین می‌شود. زمانی که از فردی سؤالی پرسیده می‌شود یا درخواست انجام کاری می‌شود، نیاز وجهه‌ای منفی آن فرد تأمین نشده و فرد مجبور می‌شود زمان خود را مصروف پاسخ به سؤال یا تأمین خواسته مخاطب کند و اگر چنین نکند وجهه خود را در چشم مخاطب در خطر می‌بیند. در اینجاست که با موضوع ادب زبانشناختی منفی روبرو هستیم.